# Johann Heinrich Wedderkamp
Johann Heinrich Wedderkamp (* 1678 in Uelzen; † 1733 in Bockenem) war ein deutscher lutherischer Theologe und Generalsuperintendent der Generaldiözese Bockenem.

## Leben
Wedderkamp war von 1707 bis 1718 Diakon in Hitzacker, ab 1718 Oberpfarrer und Superintendent in Klötze und ab 1721 erster Pastor in Bockenem und Generalsuperintendent der dortigen Generaldiözese. Die Einführung wurde am 8. Januar 1722 durch den Alfelder Generalsuperintendenten Johann Justus Berkelmann vollzogen.